# Ali Aaltonen
Pour les articles homonymes, voir Aaltonen.
 (avril 2014).
Si vous disposez d'ouvrages ou d'articles de référence ou si vous connaissez des sites web de qualité traitant du thème abordé ici, merci de compléter l'article en donnant les références utiles à sa vérifiabilité et en les liant à la section « Notes et références ».
Ali Aaltonen, né le 2 août 1884 à Jämsä et mort en mai 1918 à Lahti, est un homme politique et journaliste finlandais. Il fut l'un des chefs des Gardes rouges finlandais.
Il a servi durant la guerre russo-japonaise comme lieutenant des troupes russes. Ali Aaltonen a participé à la révolution d'octobre en 1905 ; cette révolution ayant échoué, il fut limogé de l'armée. Éditorialiste sous le pseudonyme d'Ali Baba, il est assassiné en 1918 après avoir été arrêté par les Gardes blancs.